# KS ATS Stargard

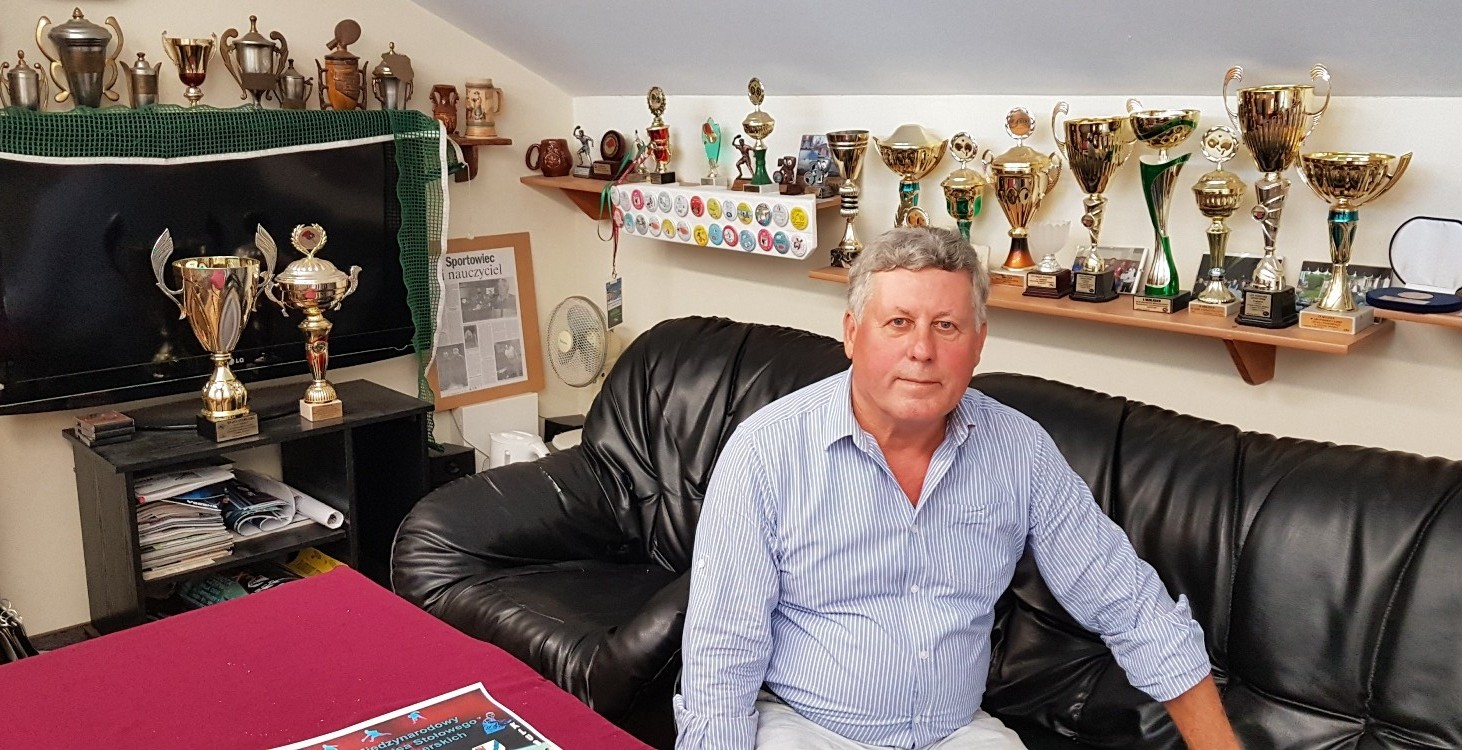
Prezes KS ATS Jan Wojtaś (2018)

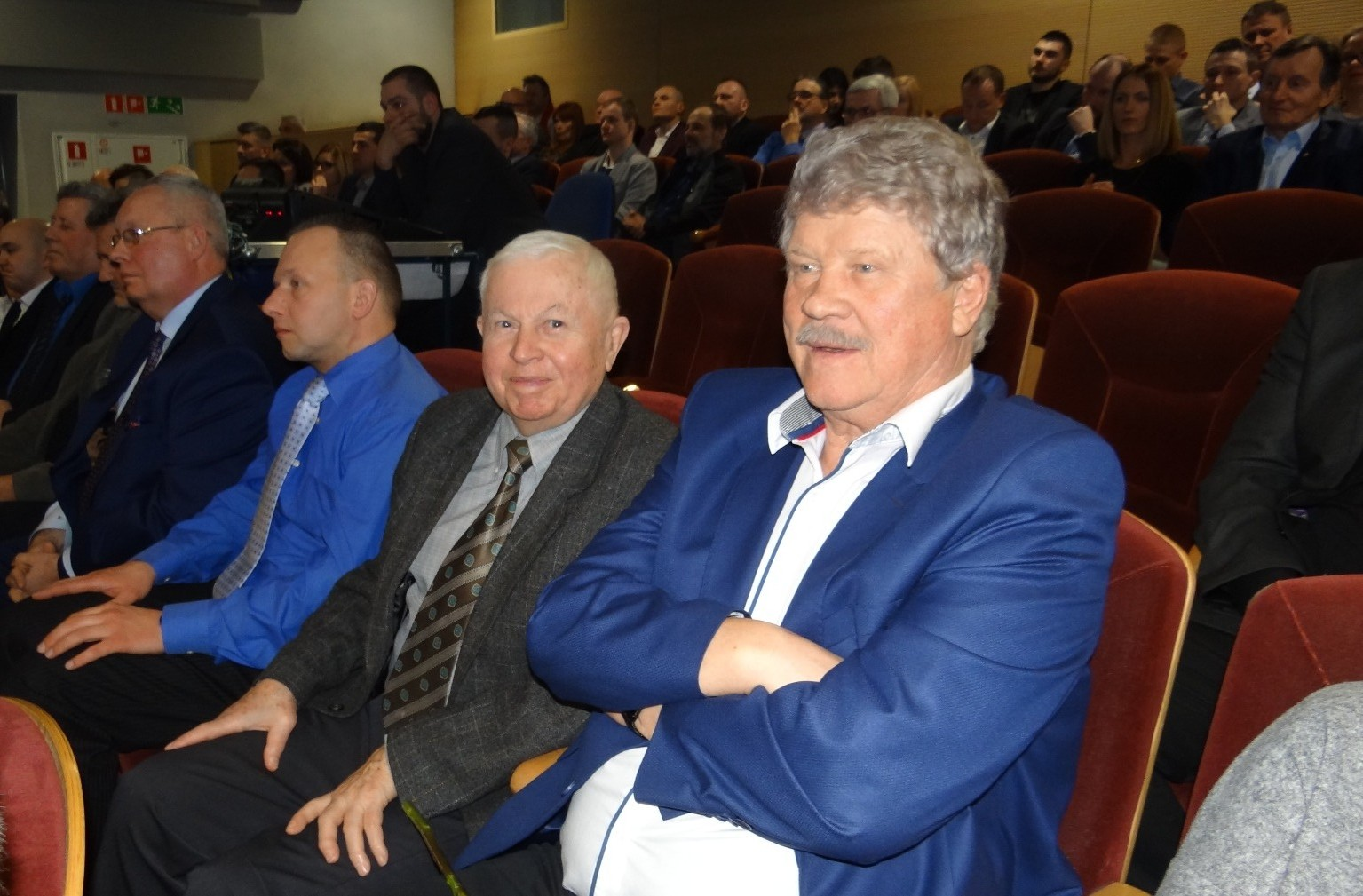
Witold Mateńko (2018)

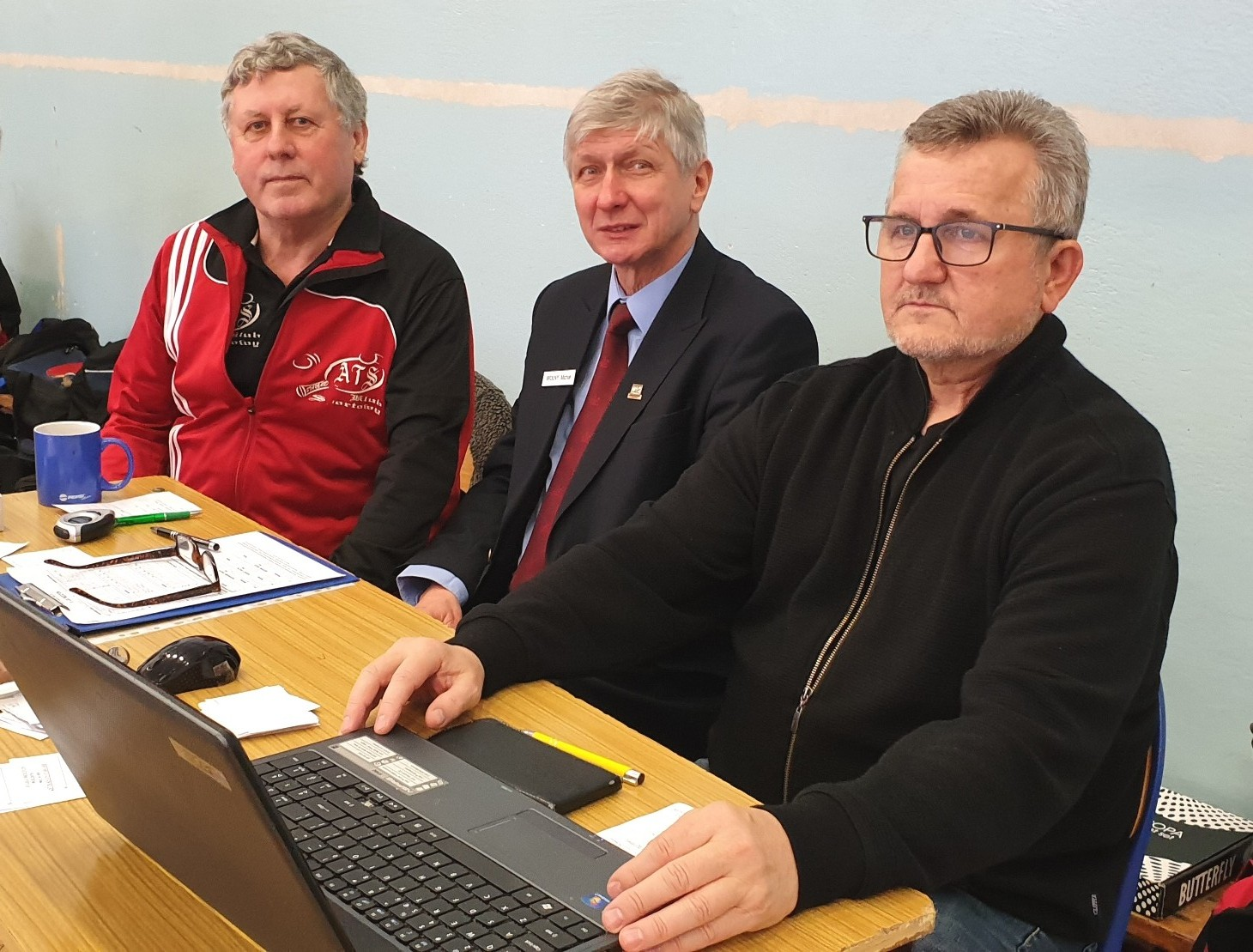
KS ATS Stargard

KS ATS Stargard (Klub Sportowy ATS) – polski klub II, III i IV ligi tenisa stołowego w Stargardzie. Od 1948 do 1999 należał do sekcji klubu sportowego KKS/KS Błękitni Stargard, od 2000 klub jednosekcyjny tenisa stołowego ATS Stargard, od 2013 KS ATS Stargard, obecnie gra w III lidze tenisa stołowego.

## Geneza

### KKS „Błękitni” (1948-1989)
W 1948 powstała sekcja tenisa stołowego przy KKS „Błękitni”. Założycielem sekcji był piłkarz Jerzy Glezner, który był pierwszym kierownikiem sekcji do 1958. W 1950 sekcja rozpoczęła rozgrywki w klasie „B” i uzyskała awans do klasy „A”. Kuźnią talentów była szkoła średnia Liceum Ogólnokształcące w Stargardzie. Najwybitniejszym zawodnikiem w tym okresie był Józef Seniow, który w 1956 w Szczecinie wygrał Turniej Asów. W 1957 zespół awansował do II ligi państwowej. W tym samym czasie powstała żeńska drużyna, która rozpoczęła rozgrywki w A klasie. Drużyna juniorów zdobyła tytuł wicemistrzowski okręgu szczecińskiego. W 1960 kierownikiem sekcji został Witold Mateńko. 

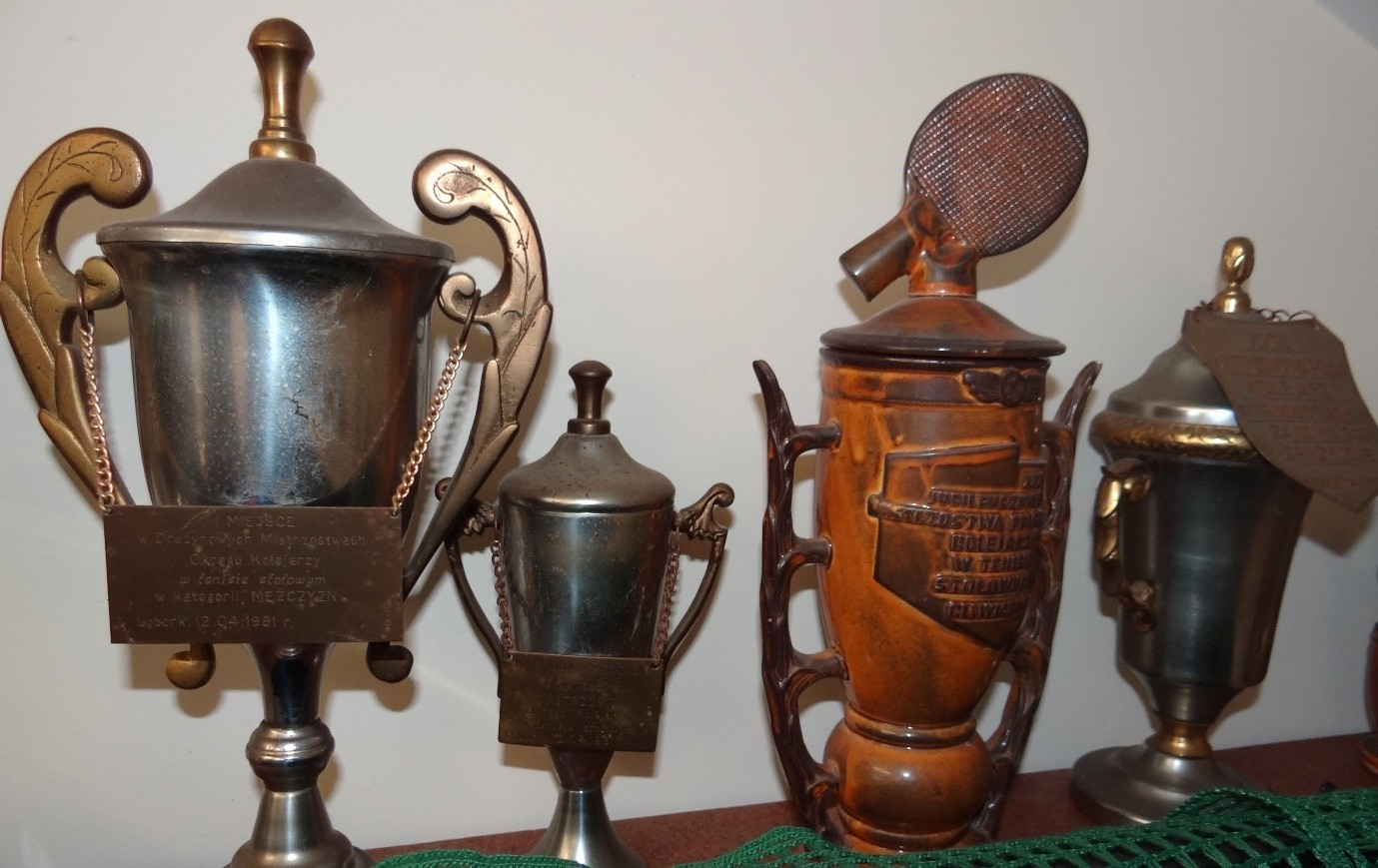
Puchary klubowe, lata 80.

W 1962 Adolf Timochowicz zdobył tytuł wicemistrza Polski kolejarzy. W 1964 odbyły się ME kolejarzy w Holandii, w których klub uczestniczył. W 1965 obchodzono 20-lecie powstania KKS „Błękitni”. Z tej okazji zorganizowano I turniej tenisa stołowego o Puchar KKS „Błękitni”. W 1967 żeńska drużyna awansowała do III ligi występując w składzie wraz z mężczyznami. W 1970 podczas mistrzostw Polski kolejarzy Jadwiga Zabłocka zdobyła tytuł mistrzowski i reprezentowała Polskę na ME w Sarajewie. W latach 70. drużyna męska i żeńska uczestniczyła w rozgrywkach klasy okręgowej, a w latach 1978/80 w II lidze (międzywojewódzka), zdobywając tytuł wicemistrzostwo okręgu, a w 1980 mistrzostwo okręgu. W 1975 Piotr Rysztyj został wicemistrzem Polski kolejarzy. W latach 1978–1985 zespół sekcji tenisa stołowego ponownie grał w III lidze. W 1978 sekcja tenisa stołowego nawiązała kontakt z drużyną niemiecką Locomotiv Greisfswald, a w 1983 z reprezentacją miasta Bernau. W latach 80. drużyna męska grała w klasie okręgowej i lidze międzywojewódzkiej.

### KKS „Błękitni” (1990-1999)
W latach 90. sekcja tenisa stołowego odnosiła sukcesy, drużyna męska seniorów od 1990 do 2000, z dwuletnią przerwą w latach 1997/1999, brała udział w rozgrywkach II ligi. Marek Klimczak zdobył VI miejsce w Polsce w turnieju „Przeglądu Sportowego” i PZTS. Anna Ambroszkiewicz zdobywała mistrzostwo okręgu we wszystkich kategoriach wiekowych (od młodziczki do seniorki). W latach 1992 i 1995 Witold Mateńko został wicemistrzem Polski nauczycieli. W 1996 na mistrzostwach Polski weteranów Marek Dobrzański zdobył dwa brązowe medale. W 1998 Radosław Żabski został mistrzem okręgu młodzików i kadetów, w 1999 zajął VII miejsce w Polsce jako kadet. W tym samym roku sekcja tenisa stołowego obchodziła 50-lecie.

## Historia po 2000

### ATS Stargard (2000-2010)
W 1999 sekcja tenisa stołowego funkcjonująca w KKS „Błękitni” zaprzestała działalność. W 2000 sekcję przejął ATS Stargard z prezesem Julianem Pawłaskiem i wiceprezesem Janem Wojtasiem. Stowarzyszenie stało się klubem jednosekcyjnym i po przejęciu drużyny z KS Błękitni uczestniczyło w rozgrywkach II i IV ligi tenisa stołowego. Jednocześnie jest prowadzona amatorska liga tenisa stołowego. W 2005 pierwszy zespół ATS-u spadł do III ligi, by ponownie do niej awansować w 2007. Klub nawiązał kontakt z drużyną niemiecką SV Medizin Stralsund oraz z reprezentacją miasta Hamburga. We wrześniu 2008 wybrano nowe władze na kadencję 2008/2010 z prezesem Janem Wojtasiem. W 2008 klub otrzymał siedzibę w hali miejskiej za nową trybuną. Treningi, zajęcia, mecze i turnieje tenisa stołowego były prowadzone w sali ZSO (dawna SP 12, a obecnie SP2), auli Gimnazjum 4 (obecnie SP11) i w hali OSiR.

### KS ATS Stargard (2010-2019)

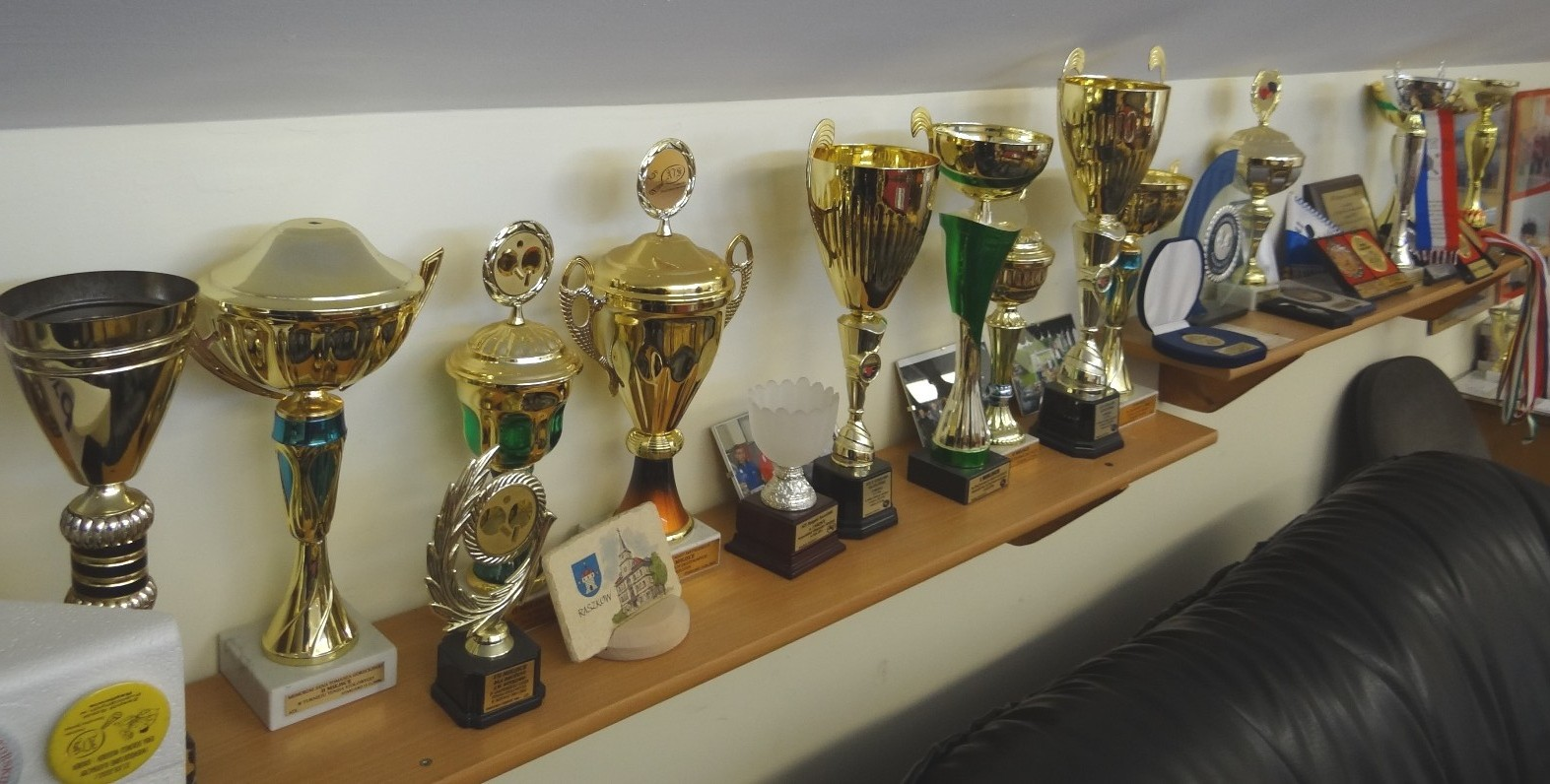
Puchary, pamiątki klubowe

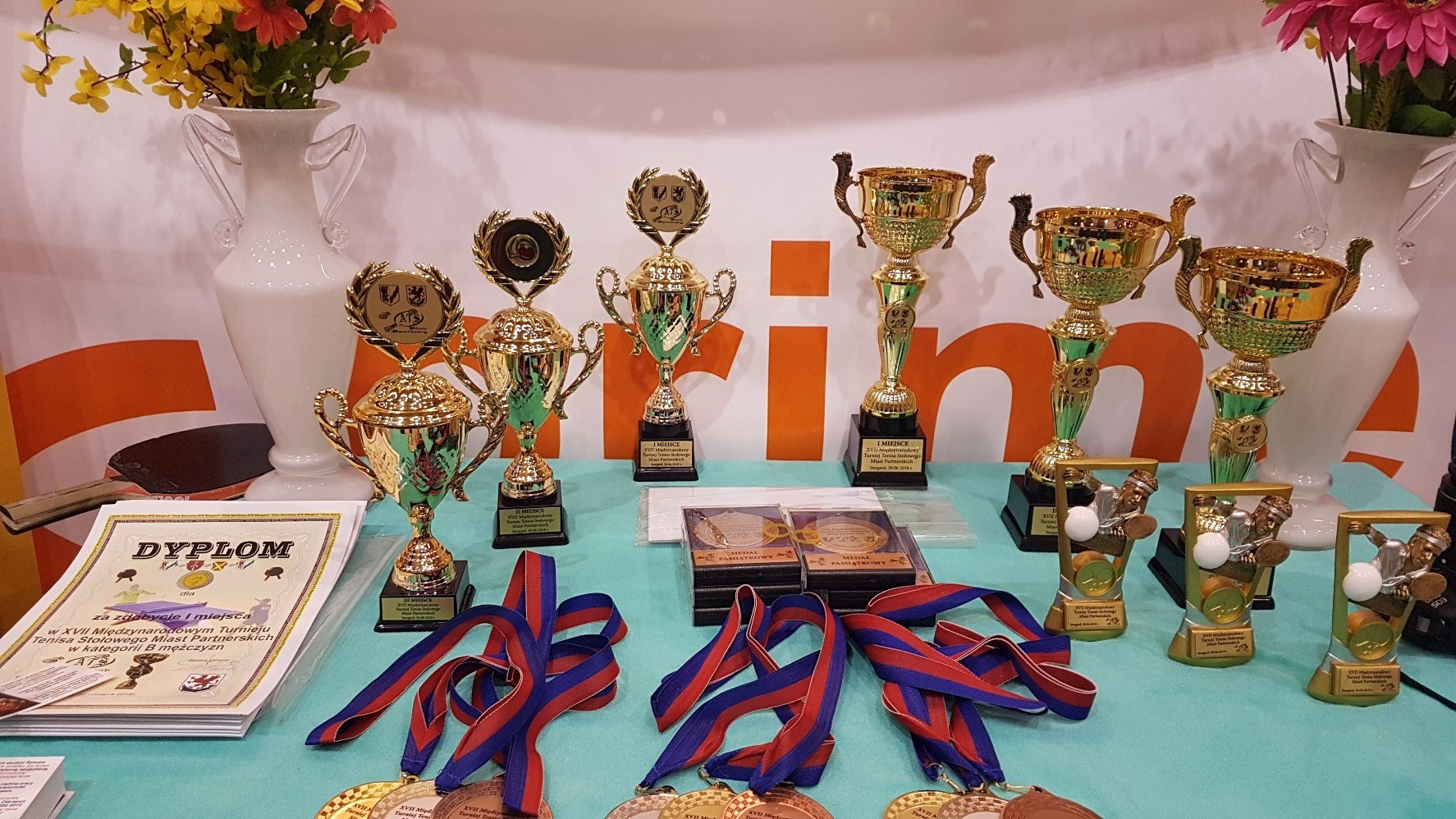
Puchary, medale, pamiątki (2018)

W 2013 stowarzyszenie Amatorskie Towarzystwo Sportowe zmieniło swoją nazwę na Klub Sportowy ATS (KS ATS) i jednocześnie zostało organizacją pożytku publicznego. Stowarzyszenie ATS w okresie swojej działalności zorganizowano kilkadziesiąt turniejów tenisa stołowego z czego do cyklicznych należą: turniej feryjny, turniej z okazji dnia dziecka, turniej mikołajkowy, a w szczególności są to: turniej niepełnosprawnych, Międzynarodowy turniej Miast Partnerskich. W latach 2014/2018 prezes był Jan Wojtaś. Zawodnicy KS ATS biorą udział w rozgrywkach ligowych, jak i turniejach indywidualnych w swoich kategoriach wiekowych tj. skrzatów, żaków, młodzików, kadetów, juniorów i seniorów. W 2018 KS ATS Stargard posiadał pięć zespołów uczestniczących w rozgrywkach II ligi, IV ligi (dwa zespoły) i V ligi (dwa zespoły). Stowarzyszenie ma rekordową liczbę 41 licencji zawodniczych oraz ostatnie zdobyte wyniki pierwszego zespołu (II miejsce kwalifikujące do fazy barażowej o awans do I ligi, a także udział w półfinale Pucharu Polski) są najlepszymi osiągnięciami w historii stargardzkiego ping-ponga.
W maju 2018 zakończył się sezon 2017/2018 w ramach 2 ligi. Zespół KS ATS Stargard ostatecznie zajął 4 miejsce w rozgrywkach zachodniopomorsko-wielkopolskiej 2 ligi, dodatkowo zakwalifikował się do półfinału drużynowego Pucharu Polski mężczyzn ostatecznie plasując się na 9-12 miejscu w Polsce. Rozgrywki w II lidze wygrał KS Darz Bór. KS ATS Stargard przegrał z nimi dwa razy po 9:1. W sezonie 2017/2018 klub wystawił pięć zespołów biorących udział w rozgrywkach ligowych. 30 czerwca 2018 odbył się w Stargardzie XVII Międzynarodowy Turniej Miast Partnerskich w tenisie stołowym, rozegranego staraniem Klubu Sportowego ATS Stargard w Miejskiej Hali Sportowej przy ul. Pierwszej Brygady. W turnieju wzięło udział sześćdziesięciu uczestników, w tym zawodnicy z zaprzyjaźnionych ze Stargardem miast: Stralsundu i przedstawicieli tenisa stołowego z miasta Hamburga oraz drużyny z miejscowości Pomorza Zachodniego i Trójmiasta. 22 września 2018 rozpoczął się sezon 2018/2019 II ligi tenisa stołowego. KS ATS Stargard awansem rozegrał mecz u siebie 15 września 2018 z MLKS Sparta Złotów remisując 5:5 oraz wygrał 8:2 z WLKS Łobzonka Wyrzysk i po pierwszej rundzie stargardzki zespół jest na 2 miejscu w tabeli. 18 grudnia 2018 w Stargardzie w hali miejskiej odbył się finał Wojewódzki Licealiady Chłopców szkół średnich. Zawody zorganizował KS ATS Stargard. W zawodach wzięło udział 8 drużyn reprezentujących szkoły województwa zachodniopomorskiego. Licealiadę wygrała reprezentacja ZS 1 Goleniów. W roku 2019 klub dalej uczestniczył w rozgrywkach ligowych II, III, IV ligi. 

### KS ATS Stargard (2020-2023)

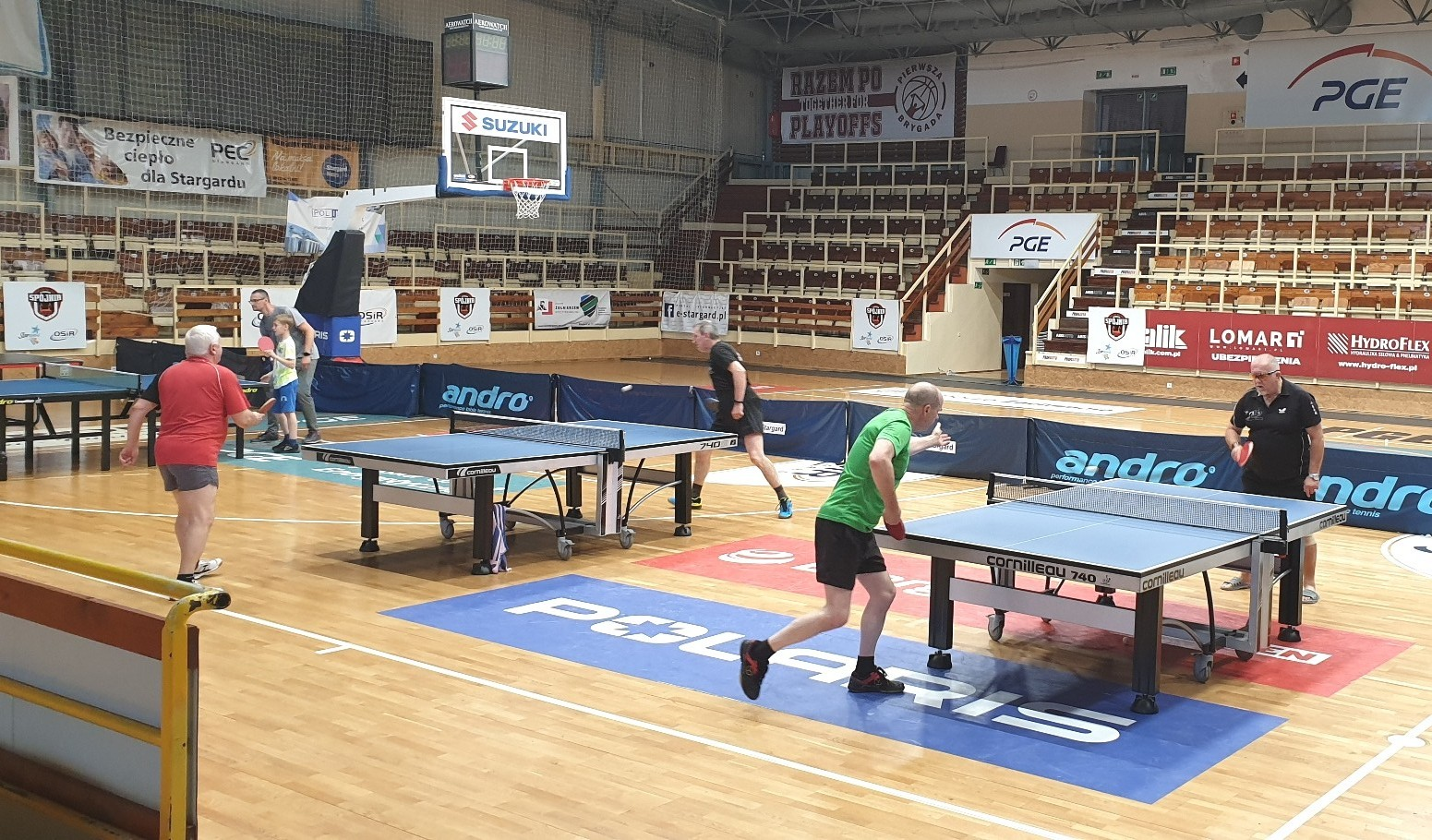
Zawodnicy KS ATS Stargard (2023)

12 września 2020 w Stargardzie nastąpiła inauguracja sezonu 2020/2021. Stargardzki klub II ligowy wygrał z Łobzonką Wyrzysk 6:4 oraz wygrali w drugim meczu, pokonali zespół STLA Szczecinek 7:3. Aktualnie po 6 meczach stargardzki zespół jest na piątym miejscu w tabeli II ligi. W 2021 klub wycofał się z rozgrywek II ligi. Stargardzki klub w sezonie 2021/2022 uczestniczył w rozgrywkach ligowych III i IV ligi. Ostatecznie drużyna w III lidze zajęła 5 miejsce. Stargardzki klub w sezonie 2022/2023 uczestniczył w rozgrywkach ligowych III i IV ligi.  11 czerwca KS ATS Stargard grał w turnieju barażowym o utrzymanie się w 3 lidze wojewódzkiej. Stargardzka drużyna grając w składzie: Bogdan Tymejczyk, Mirosław Dobrzański, Zbigniew Kisała  i Przemysław Andrzejewski zajęła 2 miejsce. Pierwszy zespół ostatecznie w sezonie zajął w III lidze 10 miejsce na dwanaście uczestniczących drużyn i utrzymał się w III lidze. Drugi zespół w rozgrywkach IV ligi zajął 12 miejsce i spadł do V ligi.

## Kadra zespołu II, III, IV, V ligi

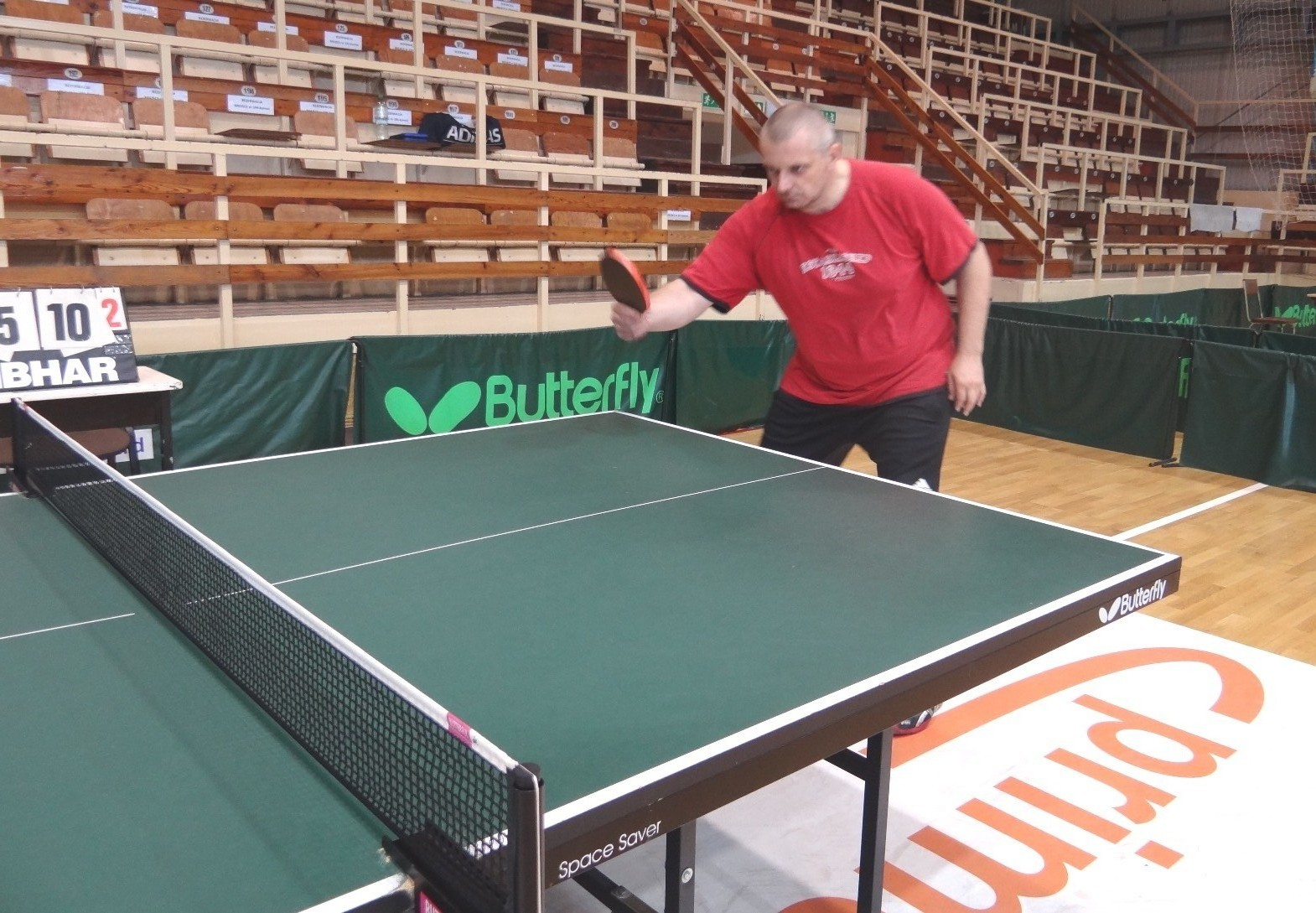
Artur Sawoch

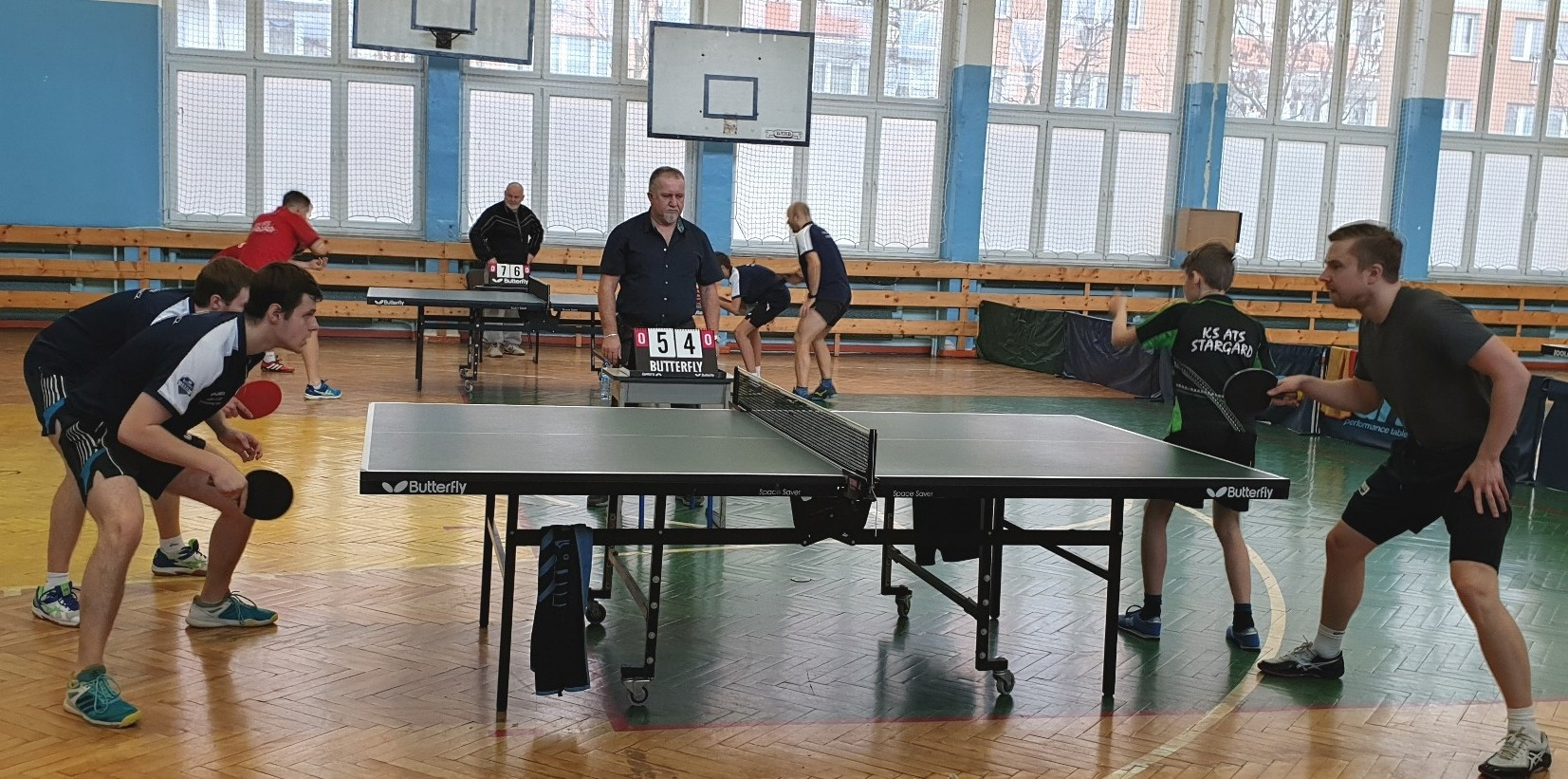
KS ATS Stargard

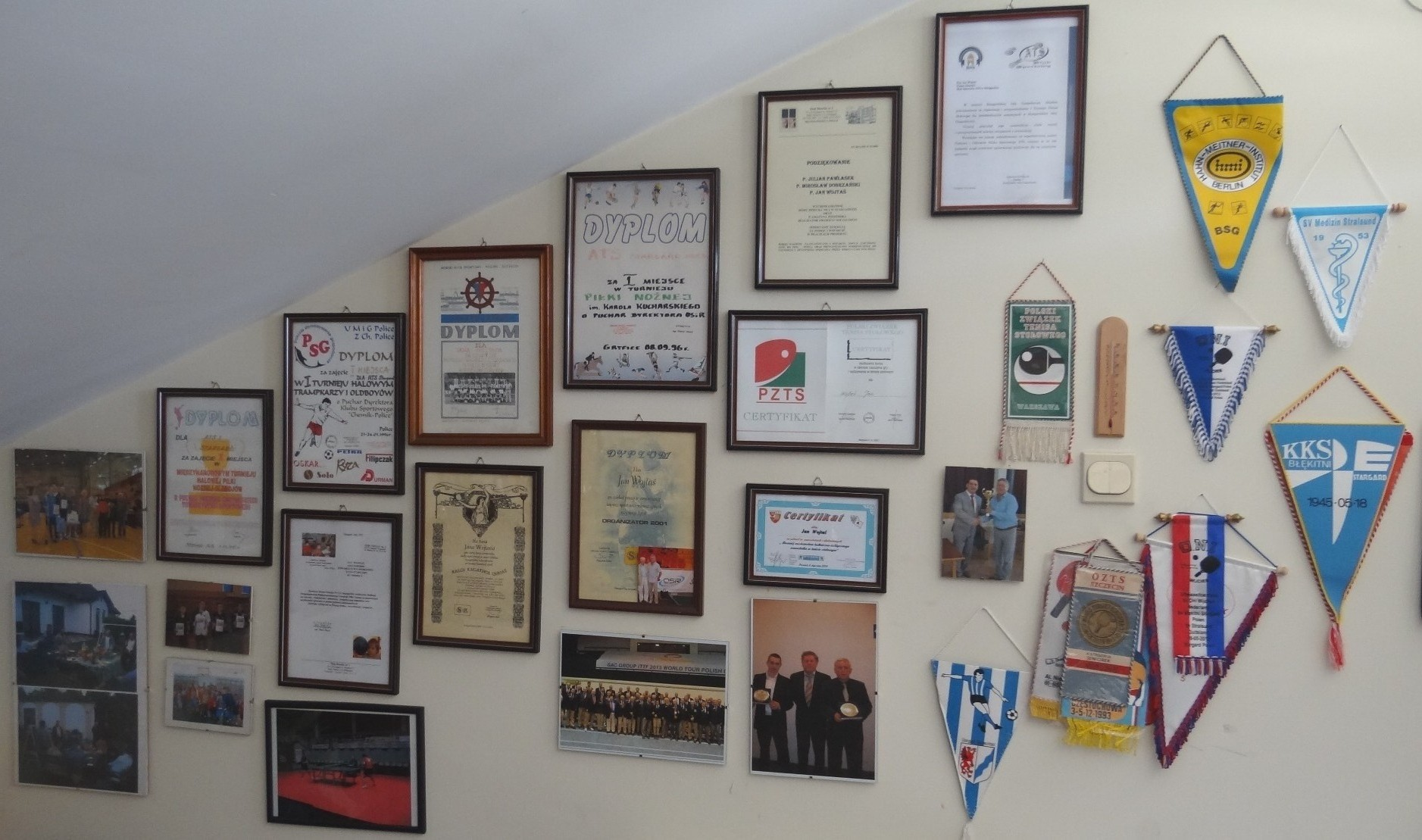
Dyplomy klubowe

W latach od 2018 do 2023 KS ATS Stargard w rozgrywkach II, III, IV i V ligi miał zawodników:
| Radek Bortnowski        |
| Artur Sawoch            |
| Tomasz Lubik            |
| Maciej Węgorowski       |
| Tomasz Kępowicz         |
| Jacek Wandachowicz      |
| Kamil Tomaszuk          |
| Kamil Rudomina          |
| Mirosław Dobrzański     |
| Maciej Węgorowski       |
| Ludwik Szczepański      |
| Jan Wojtaś              |
| Krzysztof Kłys          |
| Przemysław Andrzejewski |
| Mirosław Dobrzański     |
| Leszek Kucyrka          |
| Bogdan Wilczyński       |
| Adam Bieńkowski         |
| Henryk Wacławczyk       |
| Bogdan Tymejczyk        |
| Zbigniew Kisała         |

## Sprzęt
Stoły:
Butterfly Space Saved, Timo Boll Outdoor,

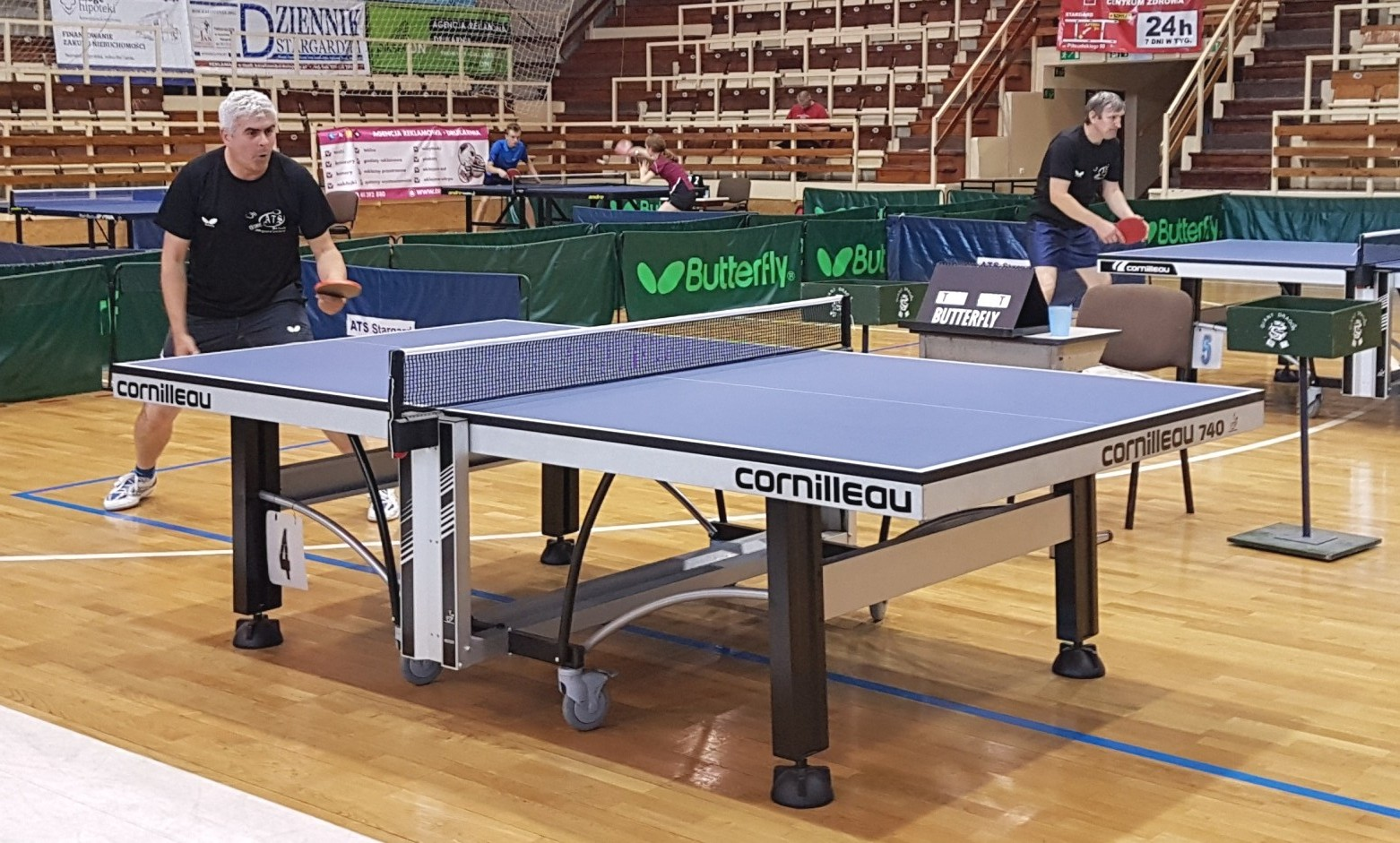
Stół Cornilleau

Cornilleau Cornillou 740, Pro 510M Outdoor (niebieski),
Joola S.C.3000
Tibhar Smash 28 Showcourt
Rakietki: Butterfly, Cornilleau
Piłki:Butterfly G+, Tibar Syn +, Tibhar 40+ SYNTT (białe)
Odzież: Joola, Tibhar
Wykładzina hali: Parkiet/Taraflex

## Największe sukcesy
Klub w okresie swojego istnienia odniósł wiele sukcesów sportowych do których przyczynili się zawodnicy, sportowcy, trenerzy, działacze. Poniżej zestawienie najbardziej znaczących sukcesów:
- 1950 – awans do A klasy
- 1957 – awans do II ligi państwowej
- 1957 – drużyna juniorów zdobyła tytuł wicemistrzowski okręgu szczecińskiego
- 1960 – Adolf Timochowicz pokonał byłego mistrza Polski Tadeusza Patyńskiego z Lublina
- 1962 – Adolf Timochowicz zdobył tytuł wicemistrza Polski kolejarzy
- 1967 – żeńska drużyna awansowała do III ligi występując w składzie wraz z mężczyznami
- 1970 – Jadwiga Zabłocka zdobyła tytuł mistrzowski podczas mistrzostw Polski kolejarzy i reprezentowała Polskę na ME w Sarajewie
- 1975 – Piotr Rysztyj został wicemistrzem Polski kolejarzy
- 1980 – drużyna żeńska zdobyła mistrzostwo okręgu
- 1980 – drużyna męska juniorów zdobyła wicemistrzostwo okręgu
- 1990 – awans do II ligi
- 1992 – Marek Klimczak zdobył VI miejsce w Polsce w turnieju „Przeglądu Sportowego” i PZTS
- 1990/97 – Anna Ambroszkiewicz zdobywała mistrzostwo okręgu we wszystkich kategoriach wiekowych (od młodziczki do seniorki)
- 1992 – Witold Mateńko został wicemistrzem Polski nauczycieli
- 1995 – Witold Mateńko został wicemistrzem Polski nauczycieli
- 1996 – Marek Dobrzański zdobył dwa brązowe medale na mistrzostwach Polski weteranów
- 1998 – Radosław Żabski został mistrzem okręgu młodzików i kadetów
- 2000 – II liga, V liga
- 2005 – III liga, awans drugiego zespołu do IV ligi
- 2007 – awans I zespołu do II ligi (Artur Szczurowski, Arek Kukkuk, Michał Pawłasek, Janusz Pszeniczka)
- 2008 – drużynowe mistrzostwa województwa juniorów (Artur Szczurowski, Mariusz Pogorzelski, Arkadiusz Kukkuk)
- 2008 – indywidualne mistrzostwa wojewódzkie juniorów (Artur Szczurowski gra pojedyncza i gra mieszana)
- 2008 – indywidualne mistrzostwa wojewódzkie juniorów (Arkadiusz Kukkuk gra pojedyncza oraz w grze mieszanej)
- 2008 – indywidualne mistrzostwa wojewódzkie juniorów (Agnieszka Zubel w grze mieszanej)
- 2010 – indywidualne mistrzostwa wojewódzkie seniorów (Artur Szczurowski i Arkadiusz Kukkuk w grze podwójnej)
- 2013 – awans drugiego zespołu do III ligi
- 2014 – w mistrzostwach województwa, awans do MP gdzie plasuje się na miejscu 9-12 (drużyna kadetów Sebastian Musiał i Maciej Węgorowski)
- 2016 – drużynowe mistrzostwa województwa juniorów (Maciej Węgorowski, Michał Iwanyk, Jan Dudziak)
- 2017 – drużynowe mistrzostwa województwa juniorów (Maciej Węgorowski, Michał Iwanyk, Adam Bieńkowski)
- 2017 – wojewódzki finał drużynowy Pucharu Polski mężczyzn
- 2018 – wojewódzki finał drużynowy Pucharu Polski mężczyzn i awans do półfinału PP.

## Historyczne składy

### Skład I drużyny tenisa stołowego mężczyzn (1948)
Skład pierwszej drużyny tenisa stołowego w 1948 był następujący:
| Imię i nazwisko |
| --------------- |
| B. Pasoń        |
| K. Błaszczyk    |
| J. Seniow       |
| J. Glezner      |
| W. Ziółkowski   |
| S. Orzyński     |
| A. Timochowicz  |

### Skład I drużyny tenisa stołowego mężczyzn w II lidze państwowej (1957)
Skład pierwszej drużyny tenisa stołowego w 1957 był następujący:
| Imię i nazwisko |
| --------------- |
| K. Błaszczyk    |
| J. Seniow       |
| A. Timochowicz  |
| B. Kowalski     |
| W. Mateńko      |
| M. Wysocki      |

### Skład I drużyny tenisa stołowego kobiet w A klasie (1957)
Skład pierwszej drużyny tenisa stołowego w 1957 był następujący:
| Imię i nazwisko             |
| --------------------------- |
| Zdzisława Kliś-Horak        |
| J. Podleżańska              |
| Maria Czerwińska-Talarek    |
| Halina Truszkowska-Danielak |

### Skład I drużyny tenisa stołowego mężczyzn w III lidze (1967)
Skład pierwszej drużyny tenisa stołowego w 1967 był następujący:
| Imię i nazwisko |
| --------------- |
| W. Mateńko      |
| B. Kowalski     |
| J. Jędziorowski |
| B. Seredyński   |
| I. Fukowska     |
| J. Fukowski     |
| W. Penier       |

### Skład I drużyny tenisa stołowego mężczyzn w III lidze (1970)
Skład pierwszej drużyny tenisa stołowego w 1970 był następujący:
| Imię i nazwisko   |
| ----------------- |
| Witold Mateńko    |
| Irena Fukowska    |
| Jadwiga Zabłocka  |
| Bogdan Seredyński |
| Józef Kadłubowski |
| J. Fukowski       |
| W. Penier         |
| Z. Zasieczny      |
| Edmund Renkiel    |
| J. Jędziorowski   |

### Skład I drużyny tenisa stołowego mężczyzn w III lidze (1980)
Skład pierwszej drużyny tenisa stołowego w 1980 był następujący:
| Imię i nazwisko     |
| ------------------- |
| Witold Mateńko      |
| Mirosław Dobrzański |
| Piotr Rysztyj       |
| Jan Biledo          |
| Roman Chorzewski    |
| Jarosław Chodźko    |

### Skład I drużyny tenisa stołowego kobiet w III lidze (1980)
Skład pierwszej drużyny tenisa stołowego w 1980 był następujący:
| Imię i nazwisko       |
| --------------------- |
| Jadwiga Zabłocka      |
| Genowefa Sawicka      |
| Lilikonada Hołubowska |
| Elżbieta Kokolus      |

### Skład I drużyny tenisa stołowego mężczyzn w III lidze (1990)
Skład pierwszej drużyny tenisa stołowego w 1990 był następujący:
| Imię i nazwisko     |
| ------------------- |
| Witold Mateńko      |
| Mirosław Dobrzański |
| Piotr Rysztyj       |
| R. Kamiński         |
| Roman Chorzewski    |
| Jarosław Chodźko    |
| R. Salamon          |
| R. Tomasik          |

### Skład I drużyny tenisa stołowego kobiet w III lidze (1990)
Skład pierwszej drużyny tenisa stołowego w 1990 był następujący:
| Imię i nazwisko  |
| ---------------- |
| H. Alabrudzińska |
| B. Wysocka       |
| A. Barańska      |
| B. Przybył       |
| J. Wasilewska    |
| D. Góra          |
| W. Cichowlas     |

### Skład I drużyny tenisa stołowego mężczyzn w II lidze (2000)
Skład pierwszej drużyny tenisa stołowego w 2000 był następujący:
| Imię i nazwisko     |
| ------------------- |
| Witold Mateńko      |
| Mirosław Dobrzański |
| P. Kibała           |
| K. Psztur           |
| Roman Chorzewski    |
| A. Wojtasik         |
| Radosław Żabski     |

### Skład I drużyny tenisa stołowego mężczyzn w II lidze (2011)
Skład pierwszej drużyny tenisa stołowego w 2011 był następujący:
| Imię i nazwisko     |
| ------------------- |
| Mirosław Dobrzański |
| Arek Kukkuk         |
| Andrzej Wąsowicz    |
| Piotrek Pluta       |
| Michał Pawłasek     |

### Skład I drużyny tenisa stołowego mężczyzn w II lidze (2017)
Skład pierwszej drużyny tenisa stołowego w 2017 był następujący:
| Imię i nazwisko   |
| ----------------- |
| Artur Sawoch      |
| Radek Bortnowski  |
| Tomasz Lubik      |
| Maciej Węgorowski |
| Tomasz Kępowicz   |

### Kadra zespołu II ligi sezon 2017/18
W sezonie 2017/18 KS ATS Stargard uczestniczył w rozgrywkach polskiej II ligi tenisa stołowego.
| Radek Bortnowski  |
| Artur Sawoch      |
| Tomasz Lubik      |
| Maciej Węgorowski |
| Tomasz Kępowicz   |

### Kadra zespołu IV ligi
| Hubert Wajda            |
| Mateusz Kowalski        |
| Kacper Dromnicki        |
| Łukasz Kowalski         |
| Malwina Bury            |
| Bogusław Tymejczyk      |
| Przemysław Andrzejewski |
| Krzysztof Kłys          |
| Mirosław Dobrzański     |
| Leszek Kucyrka          |
| Bogdan Wilczyński       |
| Ludwik Szczepański      |

### Kadra zespołu V ligi
| Adam Bieńkowski      |
| Sylwester Bieńkowski |
| Kacper Dromnicki     |
| Jacek But            |
| Henryk Wacławczyk    |

### Skład I drużyny tenisa stołowego mężczyzn w II lidze (2018)
Skład pierwszej drużyny tenisa stołowego w 2018 był następujący:
| Radek Bortnowski  |
| Artur Sawoch      |
| Tomasz Lubik      |
| Maciej Węgorowski |
| Tomasz Kępowicz   |

### Kadra zespołu sezon 2018/19
We wrześniu 2018 rozpoczął się sezon 2018/19 II ligi tenisa stołowego, w których rozgrywkach uczestniczył KS ATS Stargard. 9 lutego 2019 rozegrano 7 kolejkę ligową w rozgrywkach II ligi, IV i V ligi. Drużyny stargardzkie osiągnęły następujące wyniki: 2 liga I KS ATS Stargard - Visonex LUX Top Wierzbięcin 2:8, KS ATS Stargard - Darz Bór Karnieszewice 0:10; w IV lidze II KS ATS Stargard - KKTS Kołobrzeg 5:5, II KS ATS Stargard - UKS Czarni Pieszcz 9:1, III KS ATS Stargard - UKS Czarni Pieszcz 6:4 i z KKTS Kołobrzeg 2:8; w V lidze IV KS ATS Stargard - LKS Mewa Resko 5:5, a z II KKTS Kołobrzeg 10:0. KS ATS Stargard w tabeli po 7 kolejce zajmował 7 miejsce na 8 zespołów w II lidze i zagrał w barażach.

### Kadra zespołu II ligi
| Kamil Tomaszuk      |
| Kamil Rudomina      |
| Maciej Węgorowski   |
| Łukasz Kowalski     |
| Ludwik Szczepański  |
| Mirosław Dobrzański |
| Jan Wojtaś          |
| Krzysztof Kłys      |

### Kadra zespołu IV ligi
| Bogusław Tymejczyk      |
| Mirosław Dobrzański     |
| Krzysztof Kłys          |
| Przemysław Andrzejewski |
| Rajewski Krzysztof      |
| Sylwester Szczurowski   |
| Mateusz Kowalski        |
| Sylwester Bieńkowski    |
| Natalia Zatorska        |
| Grażyna Rumińska        |
| Adam Bieńkowski         |
| Henryk Wacławczyk       |
| Ludwik Szczepański      |

### Kadra zespołu II, III, IV ligi sezon 2019/20
Sezon 2019/2020 KS ATS Stargard uczestniczył w rozgrywkach II ligi, III ligi, IV ligi. 

### Kadra zespołu II, III, IV ligi
| Jacek Wandachowicz      |
| Kamil Tomaszuk          |
| Mirosław Dobrzański     |
| Maciej Węgorowski       |
| Ludwik Szczepański      |
| Jan Wojtaś              |
| Krzysztof Kłys          |
| Przemysław Andrzejewski |
| Mirosław Dobrzański     |
| Leszek Kucyrka          |
| Bogdan Wilczyński       |
| Adam Bieńkowski         |
| Henryk Wacławczyk       |

## Sportowcy, trenerzy, działacze tenisa stołowego (1948-2022)
Sportowcami, trenerami, działaczami związanymi z tenisem sportowym byli i są, między innymi:
- J. Seniow
- J. Glezner
- W. Ziółkowski
- S. Orzyński
- Adolf Timochowicz
- Witold Mateńko
- Zdzisława Kliś-Horak
- Maria Czerwińska-Talarek
- Halina Truszkowska-Danielak
- Bogdan Seredyński
- Irena Fukowska
- Jadwiga Zabłocka
- Józef Kadłubowski
- Z. Zasieczny
- Edmund Renkiel
- Mirosław Dobrzański
- Piotr Rysztyj
- Jan Biledo
- Roman Chorzewski
- Jarosław Chodźko
- Genowefa Sawicka
- Lilikonada Hołubowska
- Elżbieta Kokolus
- Marek Klimczak
- Anna Ambroszkiewicz
- Mirosław Dobrzański
- Radosław Żabski
- Michał Pawłasek
- Radek Bortnowski
- Artur Sawoch
- Tomasz Lubik
- Tomasz Kępowicz
- Hubert Wajda
- Mateusz Kowalski
- Kacper Dromnicki
- Łukasz Kowalski
- Malwina Bury
- Bogusław Tymejczyk
- Przemysław Andrzejewski
- Krzysztof Kłys
- Mirosław Dobrzański
- Leszek Kucyrka
- Bogdan Wilczyński
- Ludwik Szczepański
- Adam Bieńkowski
- Sylwester Bieńkowski
- Kacper Dromnicki
- Jacek But
- Henryk Wacławczyk
- Sławomir Kukuk
- Tomasz Urbaniak
- Mirosław Dobrzański
- Sylwester Szczurowski
- Leszek Czajewski
- Przemysław Andrzejewski
- Julian Pawłasek
- Jan Wojtaś
- Henryk Wacławczyk

## Prezesi (1948-2022)

### KKS „Błękitni” Stargard

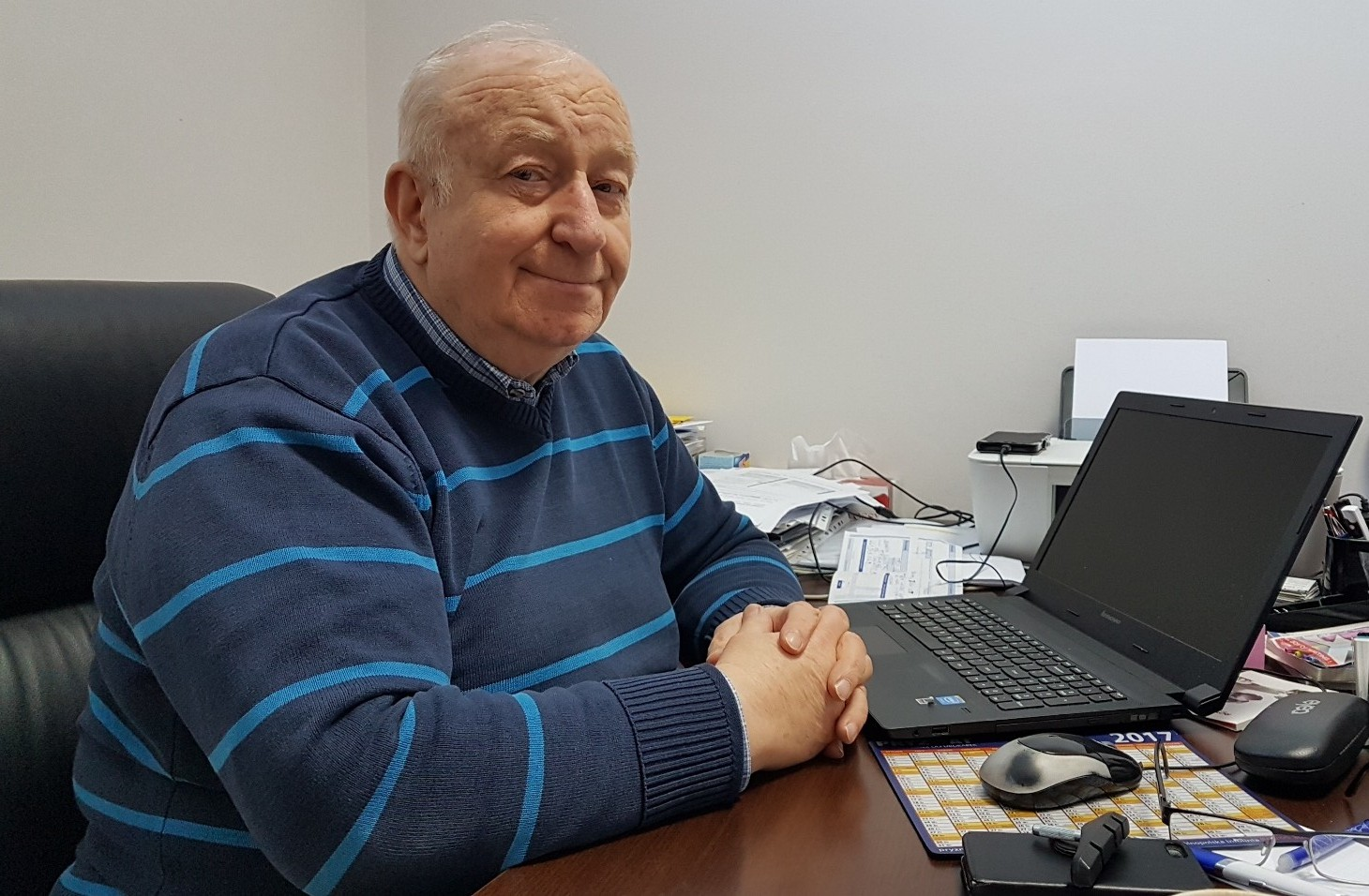
Wiceprezes Feliks Sterna

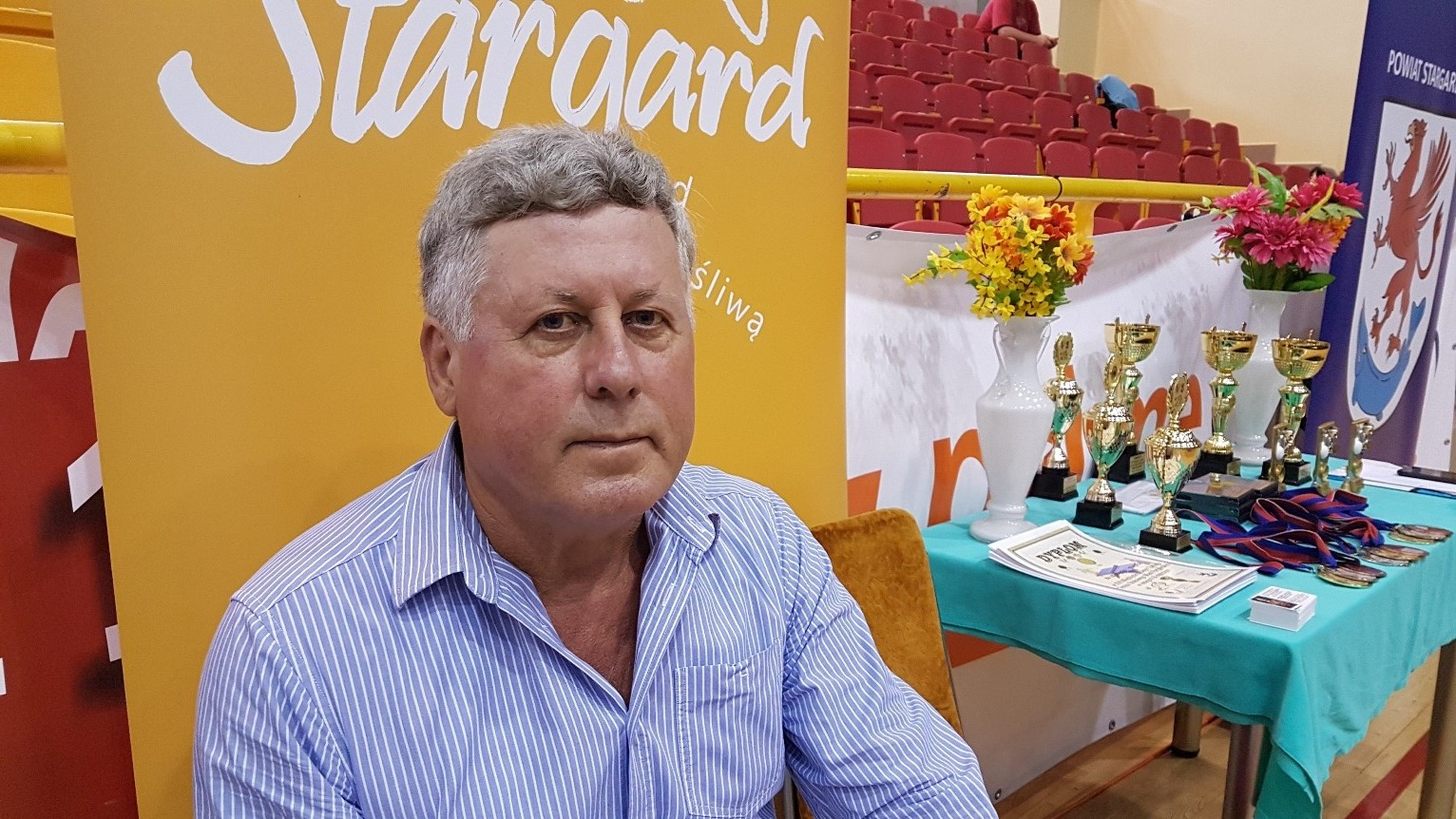
Prezes Jan Wojtaś (2008-obecnie)

- Albin Kozak – (1948)

- Marian Taberski – (1948)
- Konrad Karaszewki – (1949)
- Jerzy Mianowicz – (1949)
- Edmund Kobza – (1950-1951)
- Władysław Baczyński – (1952-1953)
- Władysław Kaczorowski – (1953)
- Józef Grochmalski – (1954-1955)
- Władysław Baczyński – (1956-1957)
- Mieczysław Pijanowski – (1957)
- dr Piotr Seneńki – (1958-1961)
- Jerzy Zajączkowski – (1962)
- Wiesław Motyka – (1963-1969)
- Henryk Kubica – (1970-1971)
- Władysław Baczyński – (1972-1978)
- Józef Tadaszak – (1978-1980)
- Bogdan Świderski – (1980-1982)
- Leszek Kordyka – (1982-1995)
- Bogdan Andrusieczko – (1995-?)

### „ATS” Stargard
- Julian Pawłasek – (2000-2008)

### KS „ATS” Stargard
- Jan Wojtaś – (2008-2023)

## Przekształcenia (1948-2018)

### Sekcja tenisa stołowego w klubach
- KKS „Błękitni” – (1948-1999) ↘ sekcja rozformowana w 1999
- Stowarzyszenie „ATS” – (2000-2013) → sekcja w „ATS” Stargard od 2000
- KS „ATS” – (2013-obecnie) → sekcja w KS „ATS” Stargard od 2013